# Renstiernas gata

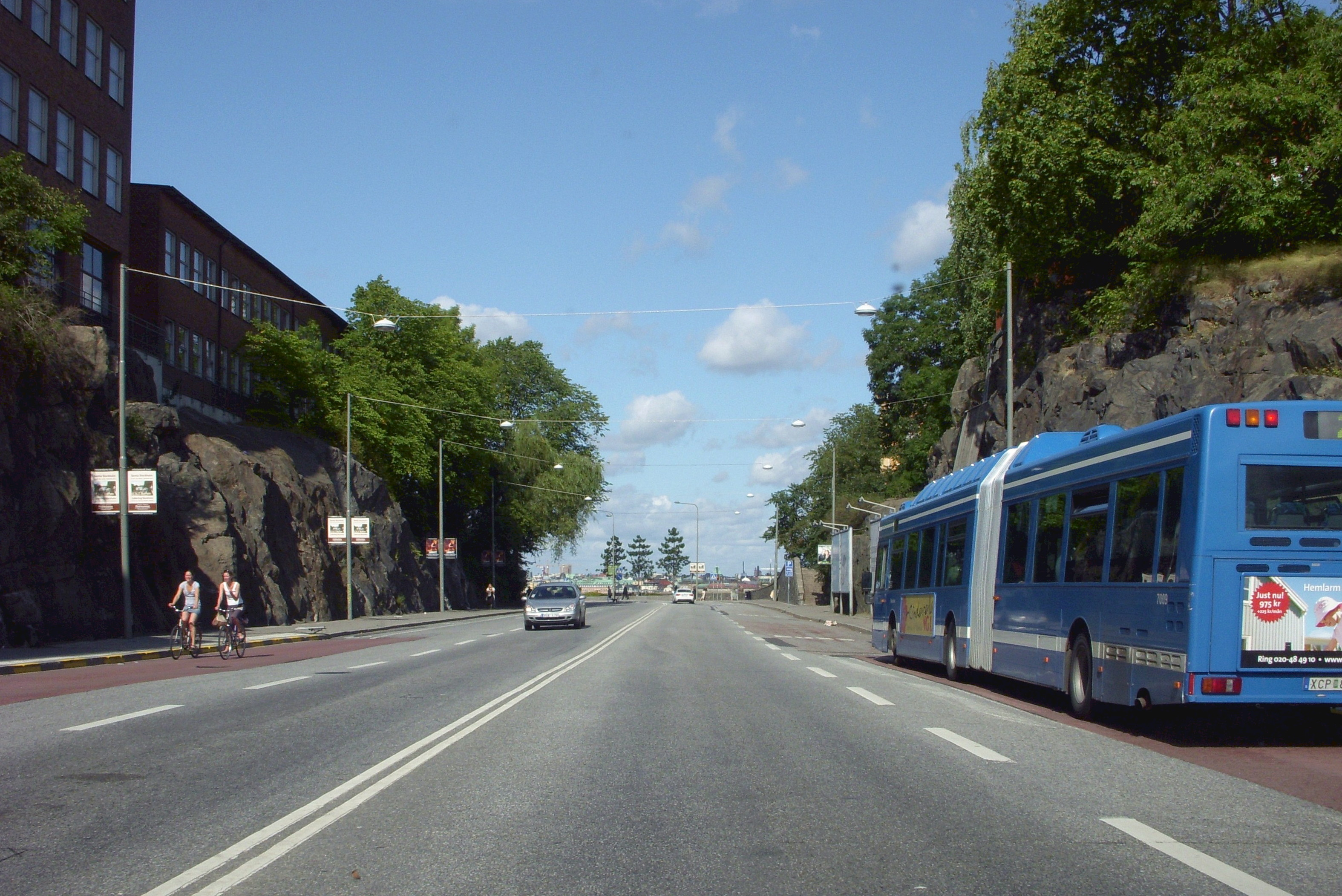
Renstiernas gata, vy mot norr, 2009.

Renstiernas gata  är en gata på östra Södermalm i Stockholm. Den sträcker sig i nord-sydlig riktning från Katarinavägen till Ringvägen och är cirka 900 meter lång. Uttalas ofta lokalt som "Renschenasgatan" och vanligen i bestämd form.

## Historik och etymologi

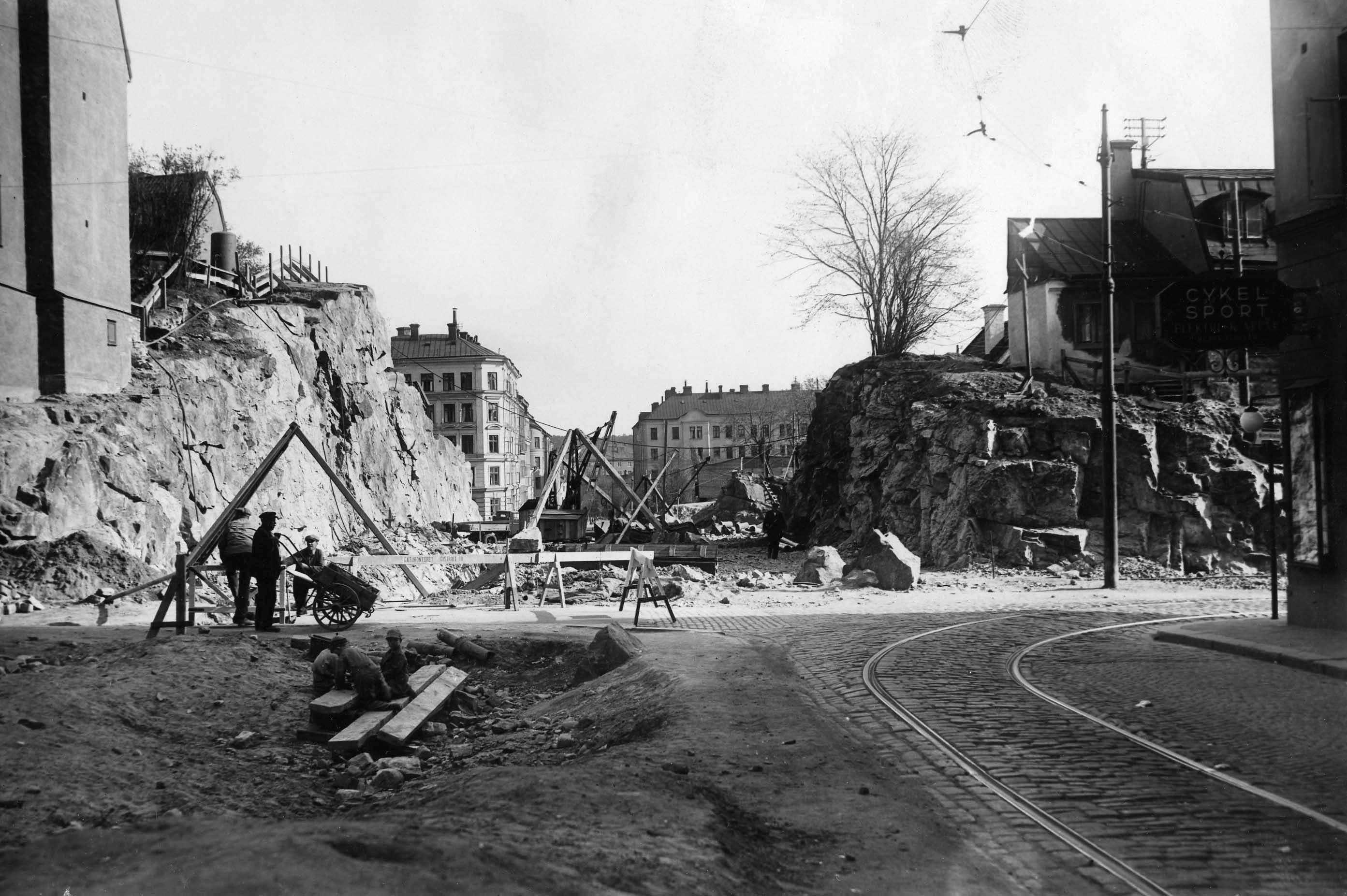
Renstiernas gata sprängs fram, 1932.

På 1670-talet kallades delen norr om Bondegatan för Nya Trädgårdsgatan respektive Nya Stadsträdgårdsgatan. På Petrus Tillaeus karta från 1733 omnämns gatan som Renstiernas gränd och på 1740-talet uppträder namnformen Renstiernas-Gatan. Namnet härrör från två från Holland invandrade bröder, Abraham och Jakob Momma, som adlades till Reenstierna år 1669. Båda var framgångsrika affärsmän och hade ett palats vid Wollmar Yxkullsgatan; Reenstiernska palatset. På den tiden var nuvarande Renstiernas gata en backig väg, som slutade i en smal gränd vid stupet ner till Stadsgården. Gränden kallades Schenasgränden och den användes som kälkbacke av traktens barn.
I början av 1900-talet sprängdes gatans norra del ner till nuvarande nivå tillsammans med Katarinavägen. Därigenom klipptes Stigbergsgatan av som innan dess ledde ända fram till Katarina kyrka. I söder sprängdes gatan på 1930-talet genom Vita Bergen.

## Bilder

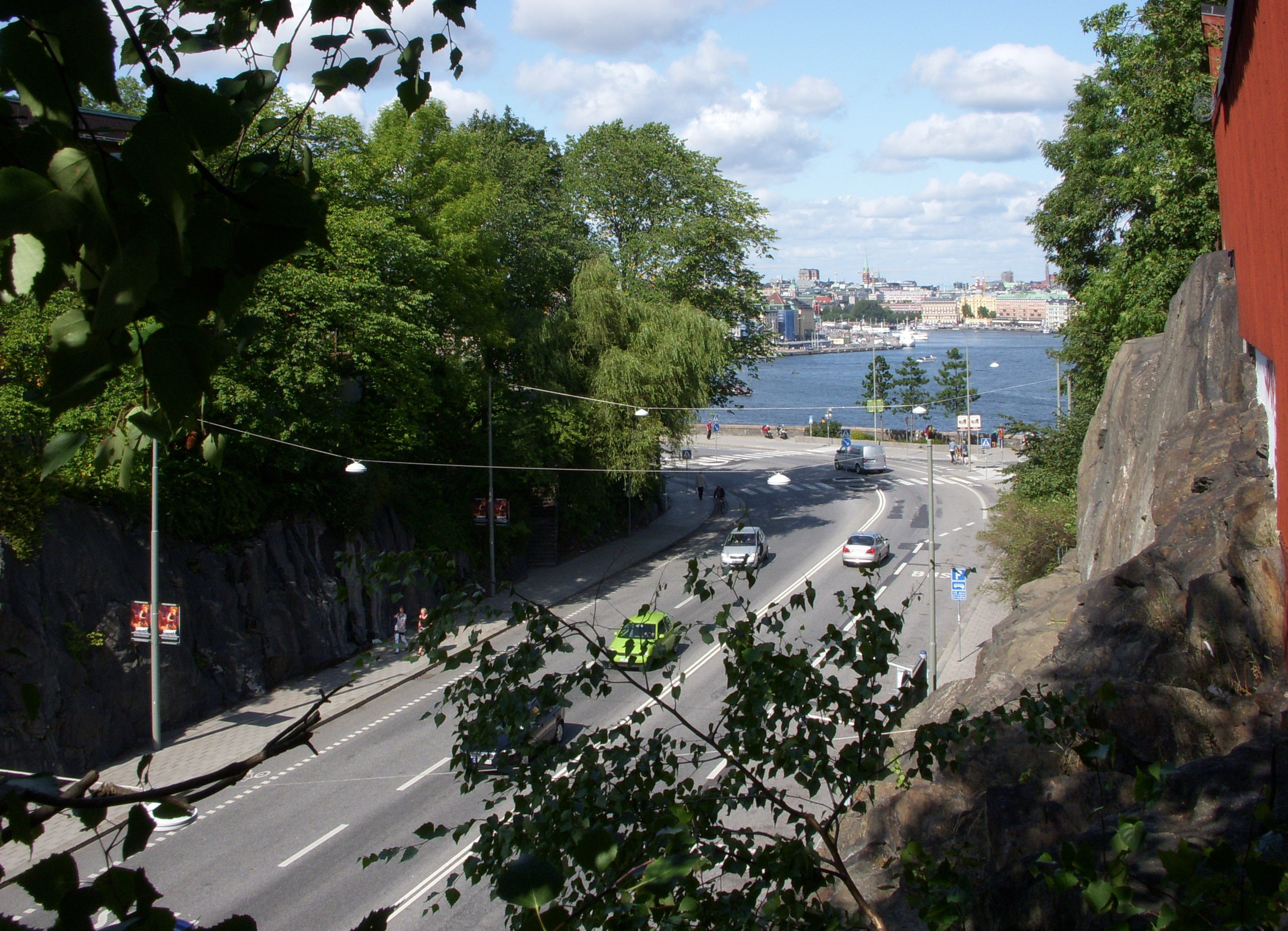
Renstiernas gata möter Katarinavägen.
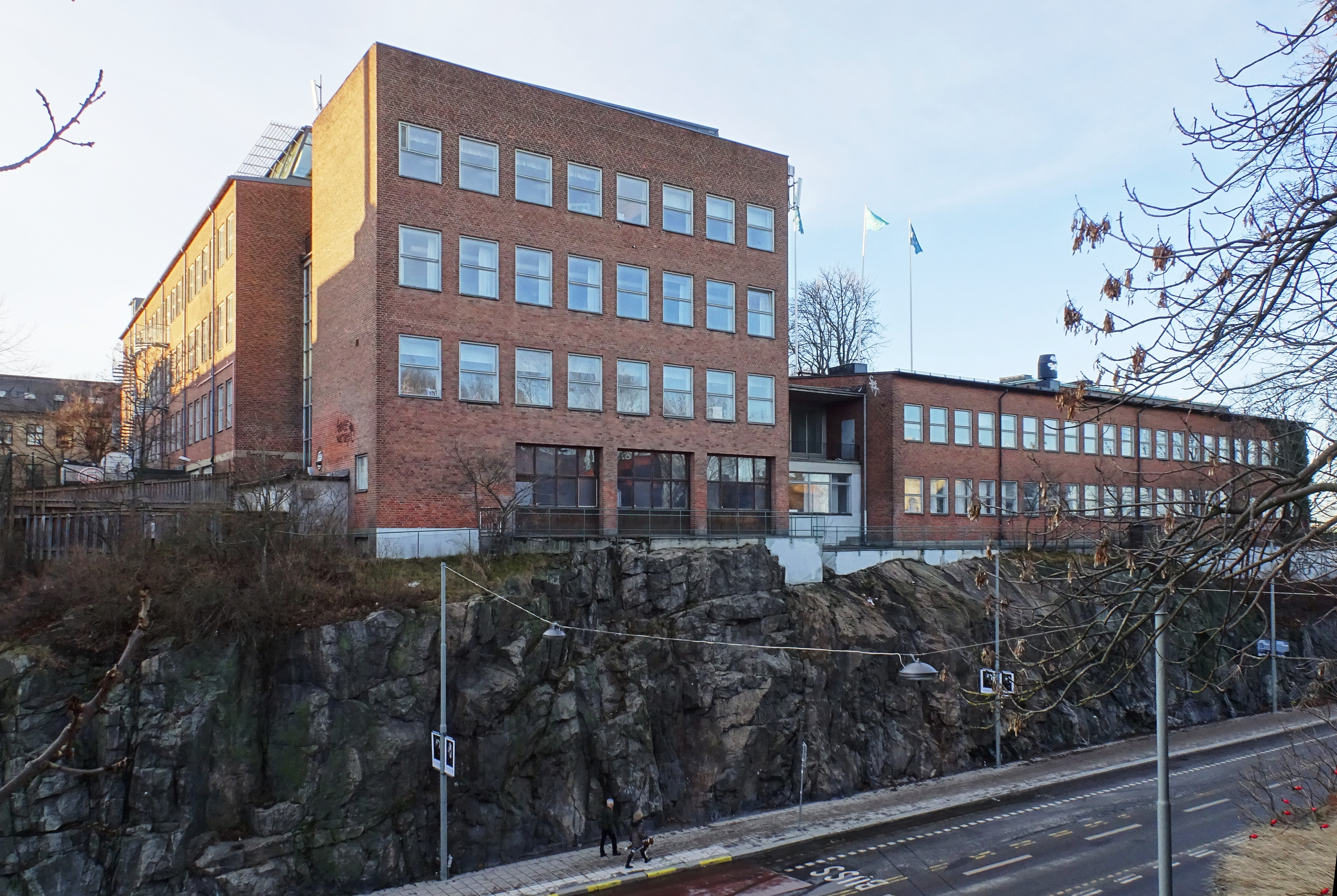
Hantverksinstitutet.
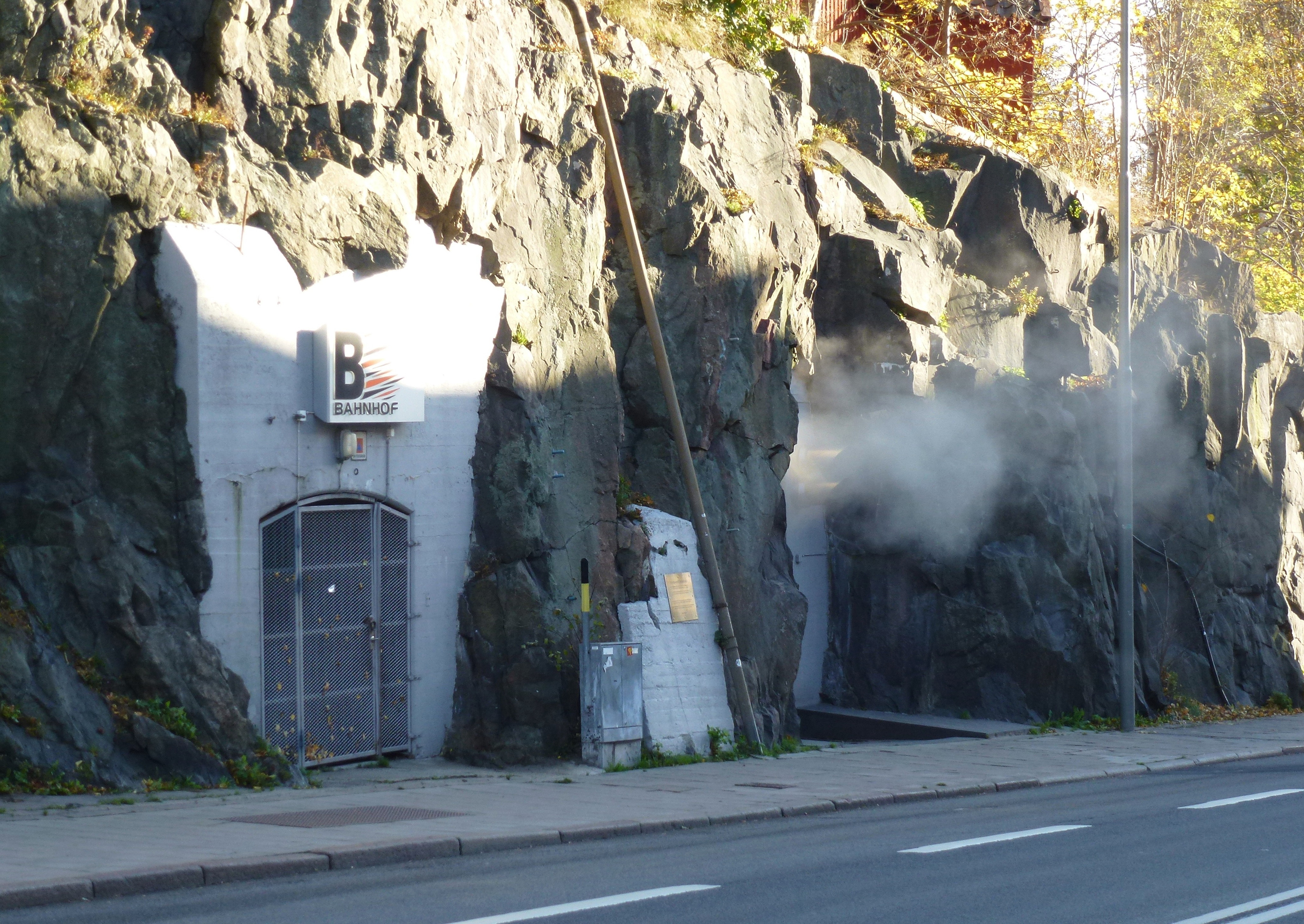
Ingång till Pionen.
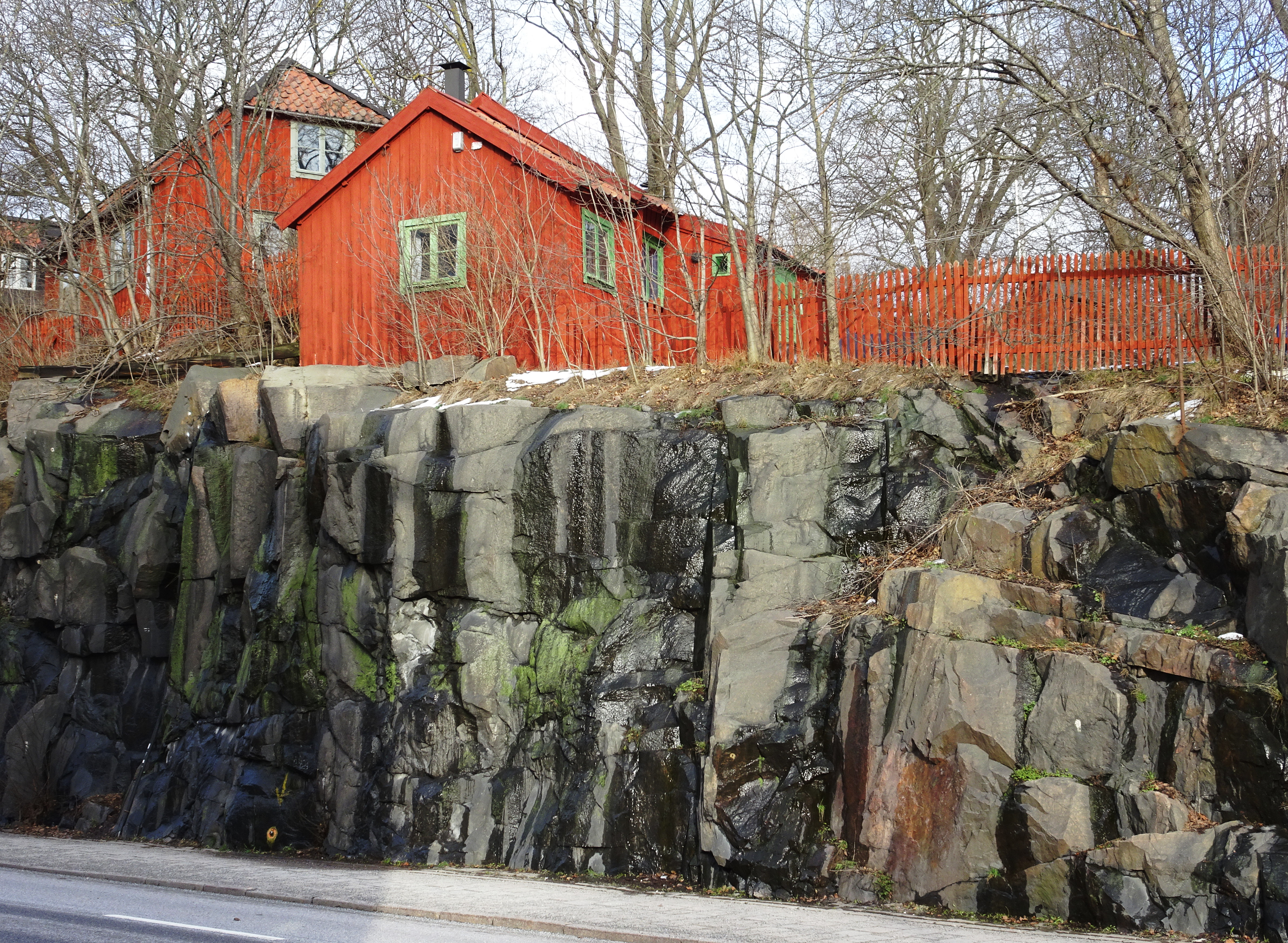
Svenska Ords skrivstuga.
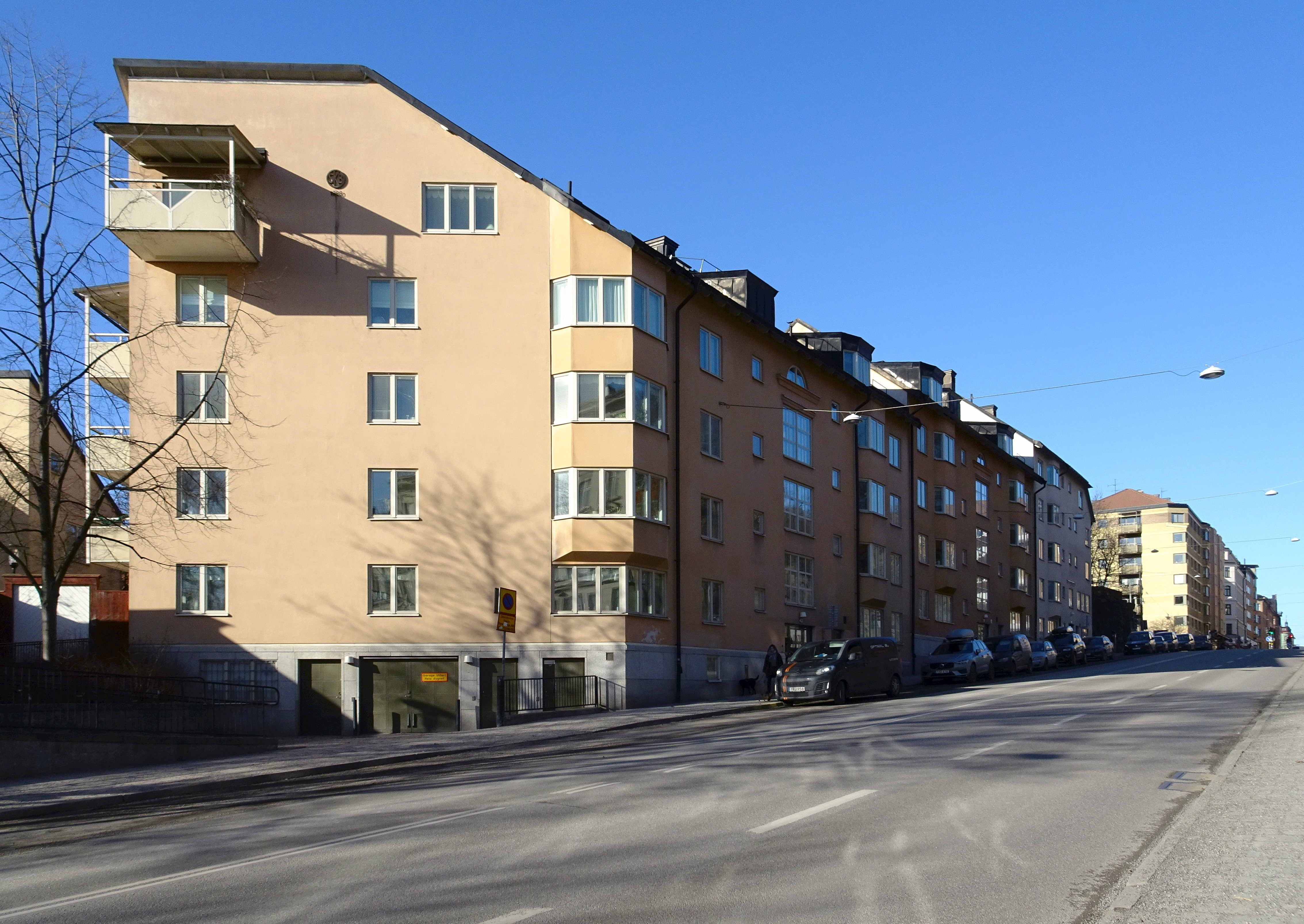
Renstiernas gata 36–40, arkitekt Lars Bryde.